# Biblioteca Pública de Stuttgart
La Biblioteca Pública de Stuttgart (cuyo nombre oficial en alemán es Stadtbibliothek am Mailänder Platz) es la biblioteca municipal central y centro cultural de la ciudad de Stuttgart, en Alemania. Se encuentra situada en la Mailänder Platz núm. 1. 
Se trata de un edificio de forma cúbica, proyectado por el arquitecto coreano Eun Young Yi, con 11 plantas, dos de ellas subterráneas, y más de 20.000 m² de superficie. El exterior consta de dos fachadas: una más exterior de ladrillos de cristal que se ilumina por la noche en diferentes colores, que hacen que el edificio se asemeje a un gran cubo de Rubik, y una segunda de muro cortina, mientras que los interiores se encuentran totalmente de blanco. Fue inaugurado el 284 de octubre de 2011.